# DeKunstAcademie Knokke-Heist
deKunstAcademie Knokke-Heist is een gemeentelijke academie voor beeldende kunst voor de Belgische regio Knokke-Heist.

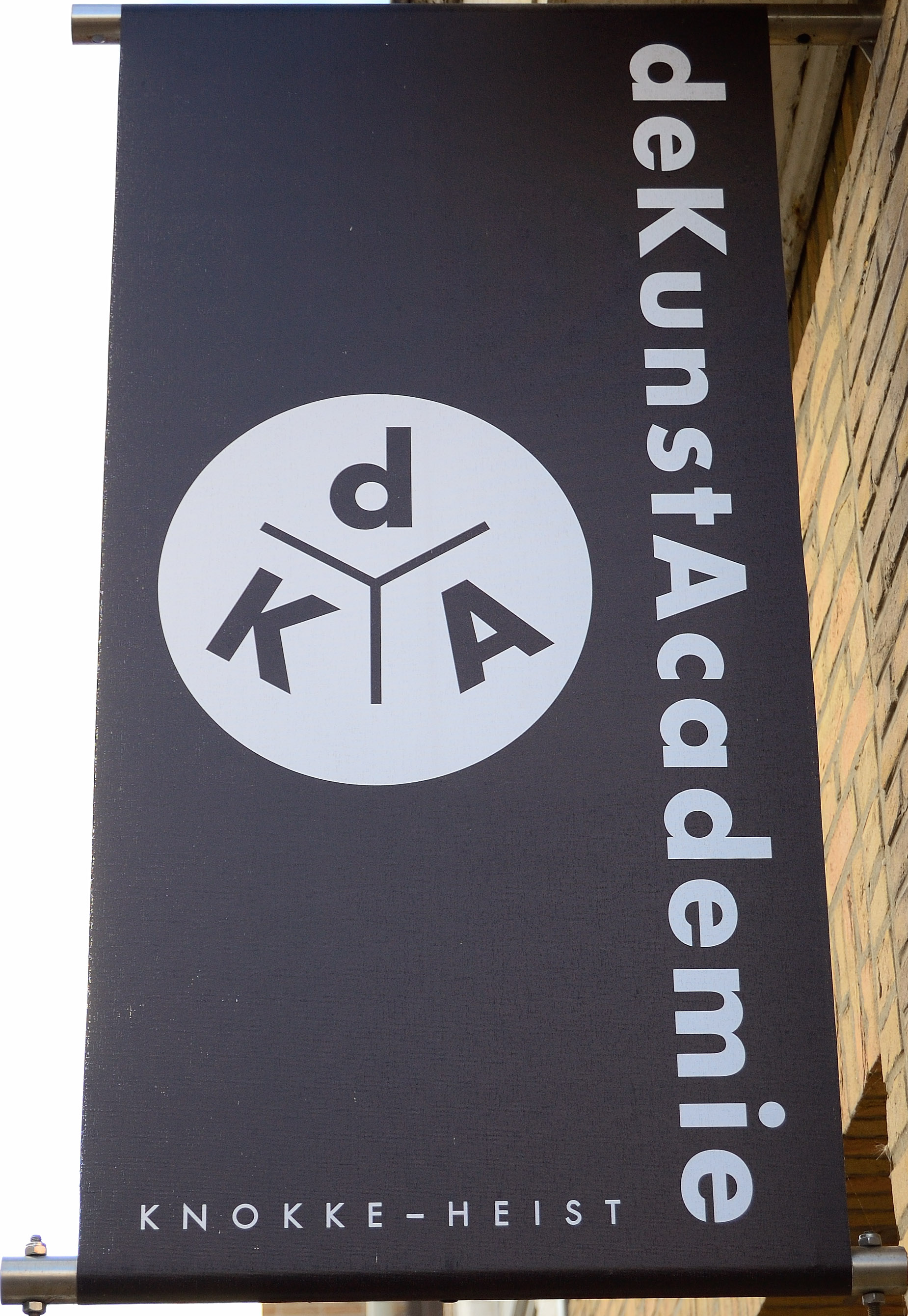
DeKunstacademie Knokke-Heist logo inkom

## Locatie
Het hoofdgebouw van deKunstAcademie is een negentiende-eeuws gebouw gelegen aan de Sebastiaan Nachtegaele straat 8-10, voorheen het "Grand Hôtel de la Couronne", met ingang aan de Van Steenestraat 9, vlak tegenover het hoofdkantoor van de Politiezone Damme - Knokke-Heist.

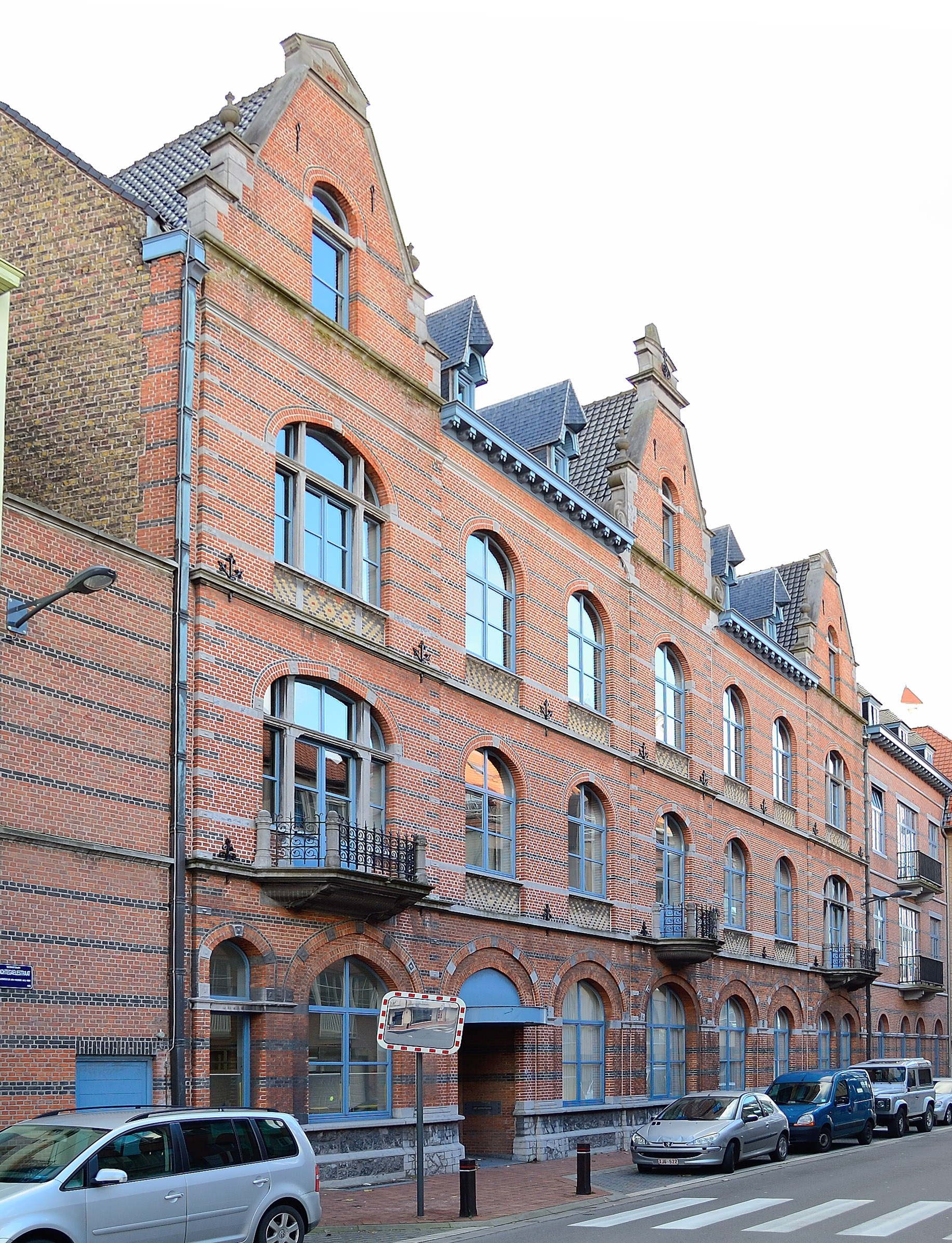
DeKunstAcademie Knokke-Heist gebouw

Daarnaast zijn er meerdere vestigingsplaatsen in de fusiegemeente Knokke-Heist:
- De Vonk, Edw. Verheyestraat 5 (Knokke)
- 't Bokaal, Gemeenteplein 2 (Knokke)
- Polderkind, Dorpsstraat 60 (Westkapelle)
- Het Anker, Pannenstraat 132 (Heist)
- VILLA, Stadhuisstraat 6 (Heist)
- OLVO, Kursaalstraat (Heist)

## Opleidingen
Het lesaanbod (zowel overdag als 's avonds) ressorteert onder het Deeltijds Kunstonderwijs en omvat opleidingen op het gebied van: 
- beeldende kunst
  - fotografie, keramiek, monumentale kunst, schilderkunst, tekenkunst
- muziek
  - klassieke instrumenten: accordeon, altsaxofoon, altviool, baritonsaxofoon, basklarinet, cello, dwarsfluit, Engelse hoorn, gitaar, harp, hobo, hoorn, klarinet, kornet, piano, slagwerk, sopraansaxofoon, trombone, trompet, tuba, viool
  - instrumenten jazz en lichte muziek: akoestische gitaar, basgitaar, contrabas, elektrische gitaar, piano/keyboard, saxofoon, slagwerk, trompet
  - algemene muziekleer, algemene muziektheorie, instrument, samenspel, stemvorming, zang
- Woordkunst
  - toneel, voordracht

## Modellen
De academie maakt voor de lessen schilderkunst en tekenkunst gebruik van levende naaktmodellen. Met specifieke belichting worden accenten van schaduw en licht gelegd op het liggende of staande model. Tevens experimenteert men met halfdoorschijnende stoffen, om het model gedrapeerd, om de studenten een maximum aan technieken aan te leren.

## Geschiedenis
De academie is opgericht als een bijafdeling van het conservatorium van Brugge in de jaren zeventig en wordt in 1977 omgevormd tot een onafhankelijke Muziekschool. In 1983 volgt de bevordering tot Muziekacademie. Vanaf 1988 is de volledige naam "Academie voor Muziek en Woord Knokke-Heist".

## Docenten
Hans Vermeersch (dirigent), violist, componist doceert viool, Wendy Vandermaes (Vlaams tekenkunstenares) doceert tekenkunst, Inge D'Hulster (Vlaams schilderkunstenares) doceert schilderkunst.